# 55 Broad Street
55 Broad Street es un edificio de 30 pisos en Broad Street y Beaver Street en el distrito financiero de Manhattan en la ciudad de Nueva York, Estados Unidos. Colinda con 15 William, un rascacielos al este. El edificio fue construido entre 1964 y 1967 e inicialmente funcionó como sede de la empresa comercial Goldman Sachs de 1967 a 1983. Posteriormente continuó como edificio de oficinas, aunque estuvo vacío por reformas de 1991 a 1995. En 2023, comenzaron las renovaciones para convertir el edificio de espacio comercial a apartamentos residenciales. Se espera que el proyecto cree 571 apartamentos y esté terminado alrededor de 2025.
El edificio fue propiedad de Rudin Management Company desde 1964 hasta 2023; El edificio pasó a manos de Silverstein Properties y Metro Loft para el esfuerzo de remodelación, aunque Rudin mantiene una participación en el proyecto. Ares Real Estate Group también ha invertido en la remodelación.

## Historia
Anteriormente, el área estaba cubierta por dos edificios conectados de 10 pisos propiedad de Areljay Company, 55 Broad Street y 45 Beaver Street. El antiguo 55 Broad Street se construyó en un estilo neorrománico con columnas en 1921, y el 45 Beaver se construyó como anexo en 1931. El inquilino principal de ambos edificios era el banco Manufacturers Hanover Trust Company, que anteriormente había sido propietario de los edificios antes de venderlos a Areljay en 1951 y continuar como inquilinos. Ambos edificios fueron comprados por Samuel Rudin en octubre de 1964, quien dispuso la demolición de ambos para despejar el sitio y poder comenzar la construcción del nuevo 55 Broad Street.
El nuevo rascacielos de 30 pisos fue construido por la firma Emery Roth & Sons, y fue terminado en 1967. Goldman Sachs, en sus primeros años de crecimiento, fue el inquilino del edificio durante sus primeros 16 años. Goldman se mudó en 1983 debido a que se le quedó pequeño y se mudó a la cercana 85 Broad Street. En 1985, el banco de inversiones Drexel Burnham Lambert (más tarde famoso por ser la empresa en la que trabajaba el financiero caído en desgracia Michael Milken) se mudó como inquilino principal. La empresa quebró en 1990, dejando el edificio vacío. Rudin gastó alrededor de 40 millones de dólares en la renovación del edificio durante los siguientes cinco años para eliminar el asbesto y agregar conectividad de Internet y banda ancha de primera línea para la era, lo que atrajo a empresas de tecnología al edificio. Los nuevos inquilinos incluyeron Sun Microsystems y un espacio para «incubadoras» de nuevas empresas tecnológicas dirigidas por Ernst & Young. Muchos de ellos se marcharon después de la crisis de las puntocom en 2000. La familia Rudin tuvo problemas para mantener el espacio alquilado de manera rentable en la década de 2010 y llegó a la conclusión de que el edificio no era viable para continuar como espacio de oficinas. Los Rudin consideraron derribar el edificio y construir uno más alto. Sin embargo, los cambios en las reglas de zonificación desde la década de 1960 habrían significado tener que ceder espacio, y el costo de tal proyecto se estimó en 600 millones de dólares. Los planes para el posible nuevo edificio se filtraron al público en 2016, pero finalmente no salió nada.
La pandemia de coronavirus en 2020 aumentó aún más las tasas de desocupación comercial, aumentando la urgencia de un proyecto de este tipo, mientras que las tasas de desocupación residencial se mantuvieron muy bajas. Los Rudin vendieron la mayor parte de su participación a Nathan Berman de Metro Loft y Silverstein Properties con el acuerdo de que Metro Loft lideraría una conversión residencial. Silverstein y Metro Loft originalmente tenían la intención de comprar el edificio por $180 millones en mayo de 2022, pero el aumento de las tasas de interés llevó al aplazamiento de la venta. El edificio finalmente se vendió en julio de 2023 por 173 millones de dólares. Los propietarios también obtuvieron un préstamo de construcción para el proyecto por valor de 220 millones de dólares. Al mes siguiente, CetraRuddy fue contratado como arquitecto del proyecto. Los planes preveían convertir el edificio en 571 apartamentos. El director ejecutivo de Silverstein, Marty Burger, citó la «gran placa del piso, el gran tamaño y la gran altura del techo» como razones para la decisión de su empresa de convertir 55 Broad Street en un edificio residencial.
Se planea que la remodelación del edificio sea un edificio residencial totalmente eléctrico, que no es como se hacían tradicionalmente los edificios en Nueva York. Los cambios en la ley ambiental en las décadas de 2010 y 2020 desalentaron el uso de gas para calefacción y también ahorraron a la remodelación la molestia de incluir tuberías de gas en el nuevo diseño. Se espera que muchos de los apartamentos sean pequeños estudios, dirigidos a recién graduados universitarios que trabajan en la zona sin familia. Una empresa que había estado alquilando espacio para oficinas desde 2023 inicialmente presentó una demanda para mantener su contrato de arrendamiento, pero luego llegó a un acuerdo extrajudicial y acordó mudarse.

## Recepción
Un artículo de 2024 en The New Yorker de D. T. Max calificó el pasado del edificio como espacio de oficinas como «un edificio desagradable en un vecindario inhabitable» y escribió que la firma de arquitectura buscaba simplemente maximizar la cantidad de espacio de oficinas rentable en su estilo de construcción, que el artículo llamaba burlonamente «pila de cajas». El Bajo Manhattan tuvo muy poca gente viviendo en él desde los años 1970 hasta los años 1990, y el vecindario se vaciaba por la noche cuando los trabajadores de oficina se iban a casa, a otra parte. La remodelación es parte de una tendencia desde 2000 por la cual el área se ha vuelto algo más equilibrada, con más espacio residencial y menos edificios de oficinas.

## Galería

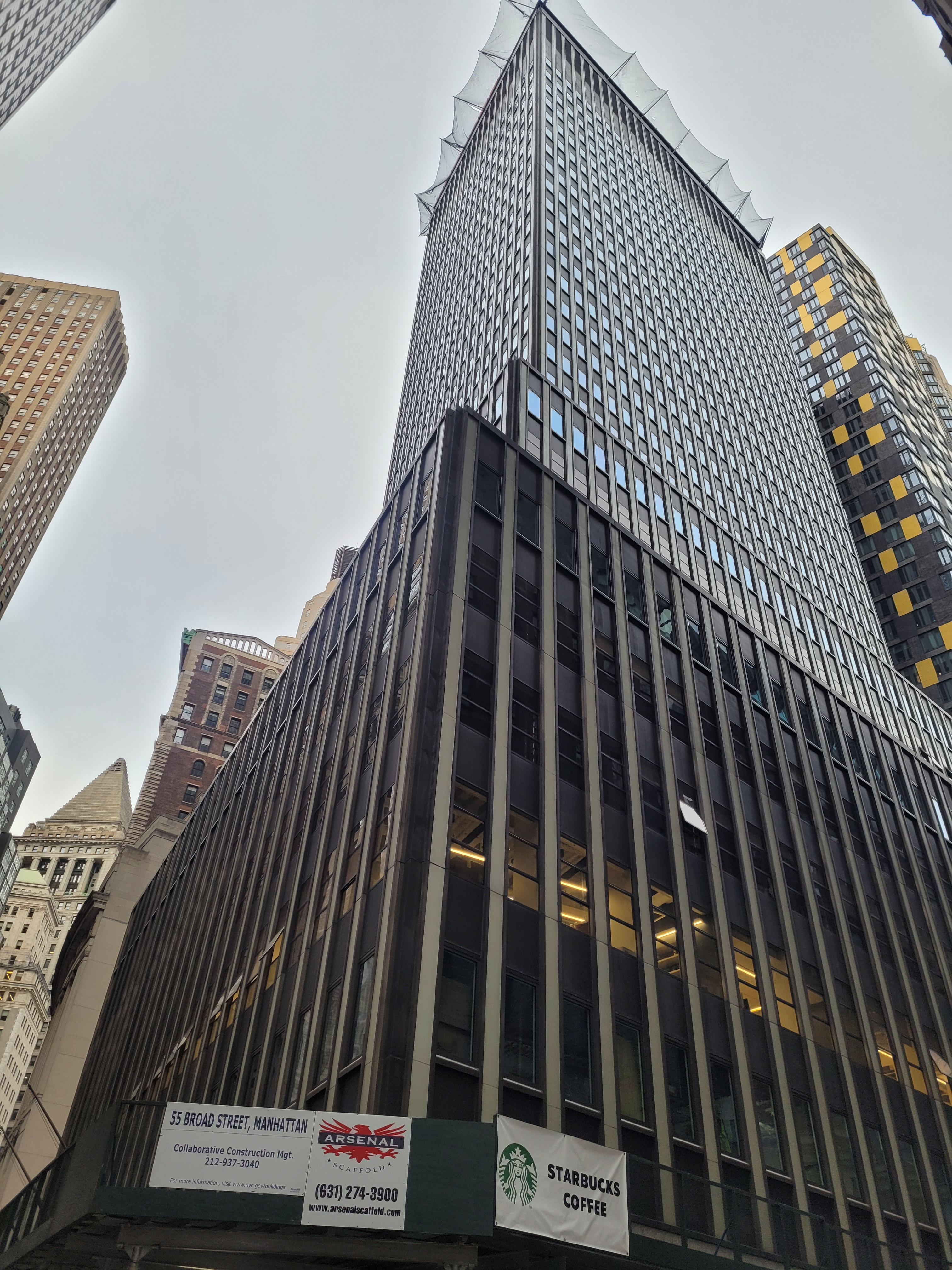
Vista desde la intersección de Broad Street y Beaver Street, mirando hacia arriba
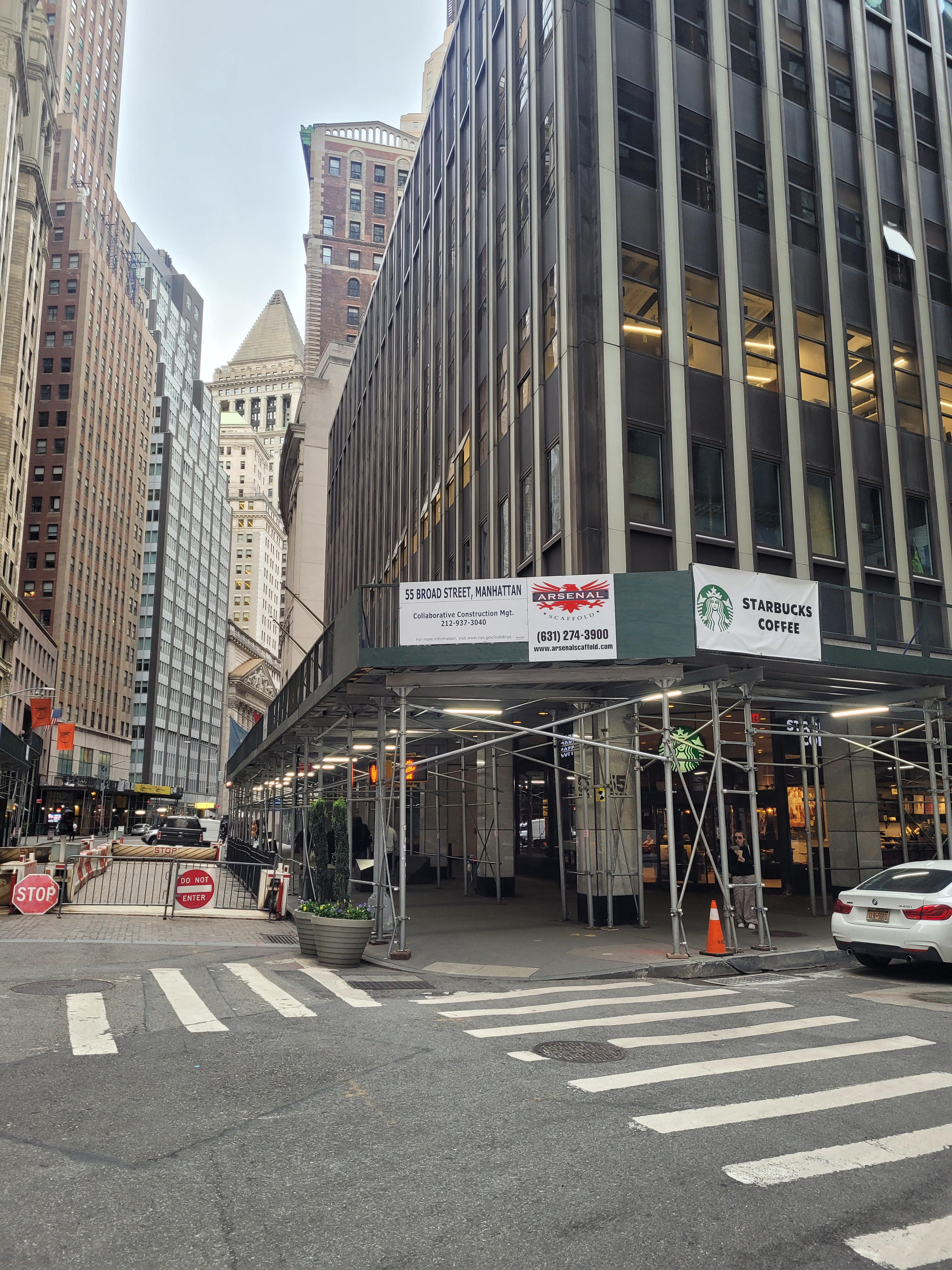
Mirando hacia el norte por Broad Street, al nivel de la calle
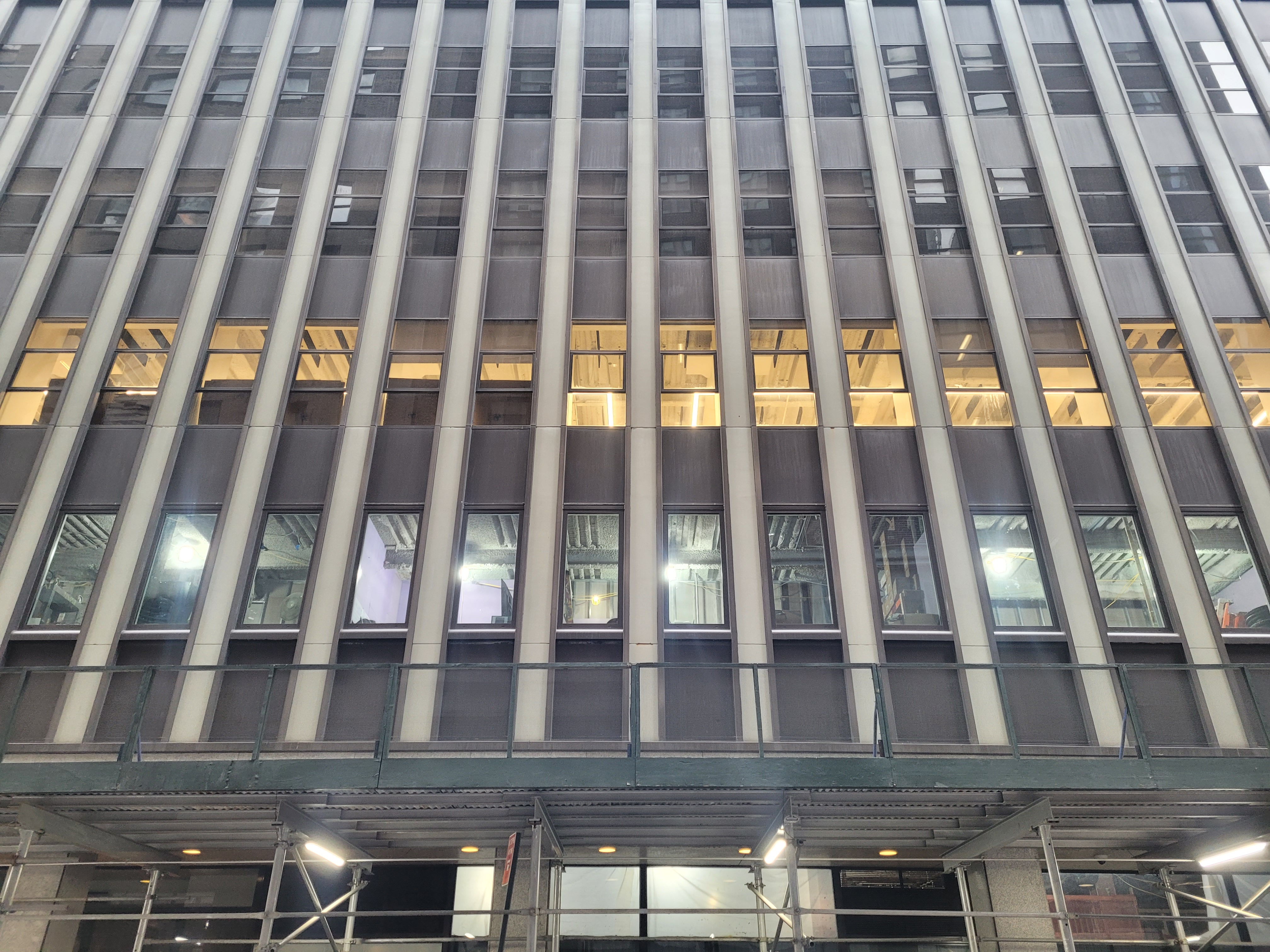
Pisos inferiores
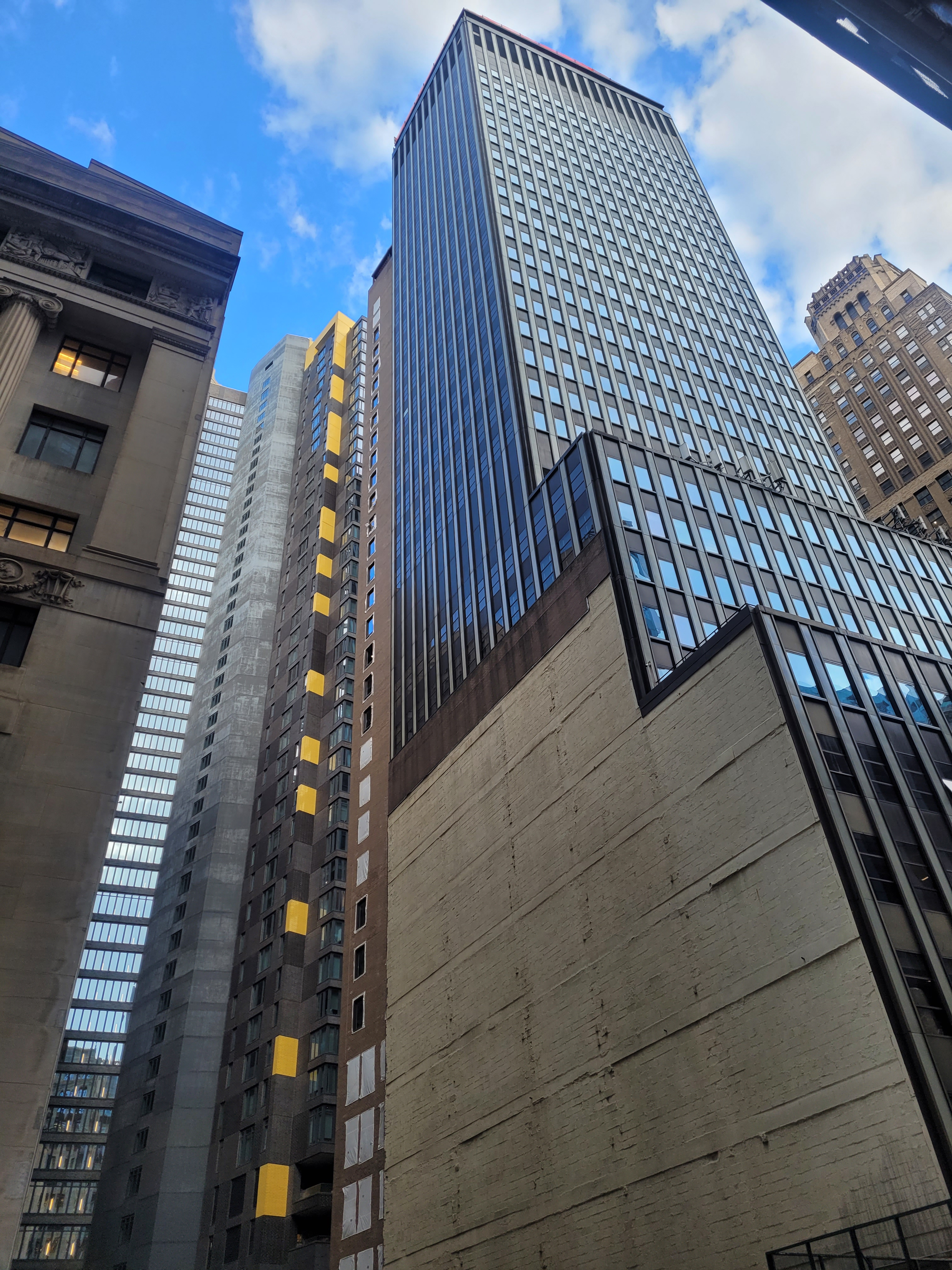
Mirando hacia el sur por Broad Street; Los retrocesos de los pisos superiores son visibles.